# خورخي موران
خورخي موران (بالإسبانية: Jorge Morán) هو لاعب كرة قدم سلفادوري في مركز الوسط، ولد في 10 أبريل 1988 في Coatepeque, El Salvador ‏ في السلفادور. شارك مع منتخب السلفادور تحت 20 سنة لكرة القدم ومنتخب السلفادور لكرة القدم. أما مع النوادي، فقد لعب مع نادي سانتانيكوس أسوشيتد.